# إسبن أجدستاين
إسبن أجدستاين Espen Agdestein المدير الحالي لبطل العالم في الشطرنج ماغنوس كارلسن.
- ولد في 7 فبراير 1965.
- وهو شقيق لاعب الشطرنج الأستاذ الكبير سيمن أجدستاين، الذي عمل مدرباً سابقا لكارلسن.
- هو أيضا لاعب شطرنج متميز بلغ تصنيفه 2372 نقطة.
- هو شريك وعضو مجلس إدارة شركة «العب مع ماغنوس» التي يملكها كارلسن.
- أنشأ مجلة “فن التذوق" عام 2001 وبيعت لاحقا لهيميت مورتنسن عام 2006.

## وصلات خارجية
- إسبن أجدستاين على موقع الاتحاد الدولي للشطرنج (الإنجليزية)
- إسبن أجدستاين على موقع مباريات الشطرنج (الإنجليزية)
- إسبن أجدستاين على موقع 365Chess.com (الإنجليزية)
- إسبن أجدستاين على موقع Chesstempo.com (الإنجليزية)
- إسبن أجدستاين سجل أولمبياد الشطرنج على موقع OlimpBase.org (الإنجليزية)